# Toni Kanaet
Toni Kanaet (* 4. September 1995 in Split) ist ein kroatischer Taekwondoin. Er startet in der Gewichtsklasse bis 80 Kilogramm.

## Erfolge
Toni Kanaet sicherte sich 2016 bei den Europameisterschaften in Montreux in der Gewichtsklasse bis 74 Kilogramm mit Silber seinen ersten Medaillengewinn. Zwei Jahre darauf verbesserte er sich in Kasan in derselben Gewichtsklasse um einen Platz und wurde Europameister.
Bei den 2021 ausgetragenen Olympischen Spielen 2020 in Tokio erreichte er in seiner Konkurrenz nach einem Auftaktsieg das Viertelfinale, in dem er dem Russen Maxim Chramzow mit 0:22 klar unterlag. Da Chramzow das Finale erreichte, zog Kanaet in die Hoffnungsrunde ein. Gegen Faysal Sawadogo aus Burkina Faso gewann er mit 30:10. Im abschließenden Kampf um Bronze gelang Kanaet gegen den Usbeken Nikita Rafalovich ein 24:18-Erfolg, womit er sich den Medaillengewinn sicherte.